# Valbo Fotbollförening
O Valbo FF é um clube de futebol da Suécia. Sua sede fica localizada em Valbo.